# Žimutice
Žimutice település Csehországban, a České Budějovice-i járásban. Lakosainak száma 625 fő (2024. január 1.).

## Fekvése
České Budějovicétől északra 26 km-re, Prágától 99 km-re délre található. 
Žimutice Horní Kněžeklady, Temelín, Týn nad Vltavou, Modrá Hůrka, Čenkov u Bechyně, Hluboká nad Vltavou, Dolní Bukovsko, Dobšice, Bečice, Záhoří, Hodětín, Březnice és Hartmanice településekkel határos.

## Népesség
A település lakosságának változását az alábbi diagram mutatja:
| Lakosok száma | 1638 | 1368 | 1372 | 984  | 687  | 584  | 598  | 621  | 620  | 625  |
|               | 1869 | 1890 | 1921 | 1950 | 1980 | 2001 | 2017 | 2019 | 2022 | 2024 |